# Ricky Wilson
Ricky Wilson (født 19. januar 1978 i Keighley i West Yorkshire i England) er vokalisten i det engelske indieband Kaiser Chiefs.

## Privatliv
Wilson blev født i Keighley, West Yorkshire. Han gik på Leeds Grammar School og senere hen Leeds Metropolitan Unversity. Mens han startede Kaiser Chiefs op, arbejdede han som kunst-lærer ved Leeds College of Art. Han blev også forlovet med en Amanda Birtch, men de slog senere hen op. D. 22 maj, 2006 overlevede Ricky et "hit and run" ved at lave hans berømte "scene-hop". Han kom ud af situationen med nogle få skrammer og en forstuvet ankel. Resten af sommeren spillede han med foden i gips. Ricky er en kendt fan af Leeds United F.C, og i følge NME er han allergisk overfor chokolade og mælke-produkter.

## Stil og sceneoptræden
Ricky er en kendt tilhænger af stribede blazers, veste, turn-up jeans og winkle picker sko. En stil der, i 2006, sikrede ham prisen for "Bedst Klædte".
På scenen er Wilson mest kendt for at hoppe op og ned, også kendt som "pogo", mens han spiller tamburin eller koklokke. I 2005, da Kaiser Chiefs, spillede på Glastonbury Festival hoppede Wilson ud i publikum, og da han kom tilbage, havde han trukket en stor, grøn dinosaur med op på scenen. De er nu bleven kendt som "Kaisersaur", og man ser ofte, at fans kommer med oppustelige dinosaure.
En anden ting Ricky gør, er, at han udføre stunts på scenen. Udover at være en meget stor fan at hoppe ud i publikum, og stagedive, er han kendt for at kravle op i stativer. Ricky stagediver allermest, når "I Predict A Riot" bliver spillet.
- Wikimedia Commons har flere filer relateret til Ricky Wilson